# Albert Zweifel
Pour les articles homonymes, voir Zweifel.
 Albert Zweifel est un coureur cycliste suisse spécialiste du cyclo-cross, né le 7 juin 1949 à Rüti (Zurich). 
Professionnel de 1973 à 1989, il a remporté 300 courses disputées sur 600[réf. nécessaire].
Il a participé au Tour de France en 1981.

## Palmarès
- Champion du monde de cyclo-cross : 1976, 1977, 1978, 1979, 1986 (2e: 1975, 1982, 1983; 3e: 1981, 1984)
- Champion de Suisse de cyclo-cross : 1976, 1977, 1979, 1980, 1981, 1982, 1983, 1984, 1985 (2e: 1978, 1986)
- Vice-champion du monde de VTT : 1990 (catégorie vétérans)

## Résultats sur les grands tours

### Tour d'Italie
- 1974 : 88e

### Tour de France
- 1981 : 109e

## Distinction
En 2002, Albert Zweifel fait partie des coureurs retenus dans le Hall of Fame de l'Union cycliste internationale.